# Cypr na Letnich Igrzyskach Olimpijskich 1980
Cypr na Letnich Igrzyskach Olimpijskich 1980 w Moskwie reprezentowało 14 zawodników (12 mężczyzn i 2 kobiety). Najmłodszą olimpijką była pływaczka Anabel Drousiotou (14 lat 98 dni), a najstarszym żeglarz Panikos Rimis (41 lat 230 dni)
Był to pierwszy start reprezentacji Cypru na letnich igrzyskach olimpijskich.

## Judo
Mężczyźni
- Spiros Spiru – waga ekstra lekka (13. miejsce)
- Konstandinos Konstandinu – waga półlekka (19. miejsce)
- Neofitos Aresti – waga lekka (19. miejsce)
- Kostas Papakostas – waga średnia (10. miejsce)
- Panikos Ewripidu – waga półciężka (19. miejsce)

## Żeglarstwo
Mężczyźni
- Panikos Rimis – jacht jednoosobowy (21. miejsce)
- (Dimitrios Dimitriu, Panajotis Nikolau) – jacht dwuosobowy (14. miejsce)
- (Dimitrios Karapatakis, Marios Karapatakis) – jacht dwuosobowy (15. miejsce)

## Pływanie
Mężczyźni
- Lakis Filaktu – 100 m stylem dowolnym (odpadł w eliminacjach), 100 m kraulem (odpadł w eliminacjach)
- Linos Petridis – 100 m motylkiem (odpadł w eliminacjach)

Kobiety
- Anambel Drusiotu – 100 m kraulem (odpadła w eliminacjach)
- Olga Loizu – 100 m stylem dowolnym (odpadła w eliminacjach)